# Joseph Peckham
Joseph Sandford Peckham (Newport (Rhode Island), 1 februari 1849 – aldaar, 27 november 1904) was een Amerikaans componist.
Over deze componist is niet veel bekend. Hij leefde altijd in of in de regio van Newport (Rhode Island), waar hij als muzikant en componist bezig was. Hij componeerde meerdere werken voor harmonieorkest, vooral publiceerde hij marsen.

## Composities

### Werken voor harmonieorkest
- 1881 Major Walker's March
- 1881 Portland Commandery
- 1887 Washington Commandery
- 1889 Passing in Review
- 1896 Gold Bugs
- 1896 Redwood Lodge
- 1904 The Battalion
- Aquidneck
- Newport Light Infantry